# 沈黙 (オペラ)
『沈黙』（ちんもく）は、日本の作曲家松村禎三が遠藤周作の歴史小説『沈黙』を題材として作曲したオペラ。台本は松村自身が手掛けている。

## 作曲の経緯
1980年に、サントリー音楽財団より、松村に対してオペラ作品の委嘱が行なわれた。松村自ら『沈黙』を題材に選び、台本執筆と作曲に着手したが、「5年以内」という当初の契約から大幅に遅れ、1993年に完成した。
日生劇場開場30周年記念事業、平成5年度文化庁芸術活動特別推進事業の一環として、1993年11月4日、日生劇場において、若杉弘指揮、鈴木敬介の演出により初演された。

## 主要登場人物
- ロドリゴ：若いポルトガル人宣教師。日本布教に旅立ち消息を絶った恩師フェレイラを追って日本に密入国し布教を始める。
- フェレイラ：実在の人物クリストヴァン・フェレイラをモデルとしている。ロドリゴが再会した時点では既にキリスト教を捨て、キリシタンの弾圧に関与している。
- ヴァリニャーノ：マカオの教会の神父。布教学院の院長。
- キチジロー：ロドリゴの案内役を務める転びキリシタン。両親と妹もキリシタンであったが、処刑された。
- モキチ：強い信仰を持つキリシタン。作中で殉教する。
- オハル：若い娘。モキチの恋人であり、モキチの死に直面して狂乱し、捕らえられて死亡する。なお、オハルは松村が創作したオリジナルの登場人物であり、遠藤周作の原作には登場しない[5]。

## あらすじ

### 第1幕
第1場
「火磔」：キチジローの両親と妹が火の中で磔にされている。殉教者の「参ろうやな、参ろう」という合唱と、村人たちのキチジローを詰る声が交錯する。
第2場
「マカオの教会」：布教学院の院長ヴァリニャーノは、日本潜入を望むロドリゴに思いとどまるよう説得を試みるが、熱意に負けて日本への水先案内人としてキチジローを紹介する。
第3場
「間奏曲」
第4場
「トモギ村にある一棟の納屋」：長崎近郊のトモギ村の納屋に、キリシタンたちが集まり、ロドリゴを囲んで祈禱を行なっている。オハルとモキチは幸福に満ちた二重唱を歌う。
第5場
「山上のアリア」：ロドリゴの主を讃えるアリア。ハ長調で書かれている。
第6場
「丘の上」：少年が駆けつけ、キチジロー、モキチを含む4人が捕われたことを告げる。
第7場
「踏み絵」：捕らえられた4人が役人から踏み絵を迫られる。キチジローのみが踏み絵を踏む。役人から強要されて、聖母マリアを冒涜する言葉を叫ぶが、恐怖におののいてうずくまる。
第8場
「水磔」：モキチを含む3人は水の中に磔にされる。オハルは狂乱して倒れ伏す。瀕死のモキチの「参ろうやな、参ろう」という歌声に村人たちが唱和する。
第9場
「海沿いの断崖の上」：ロドリゴは、モキチの死に直面して、祈ることしか出来なかった自分の無力さを嘆く。キチジローが現れてロドリゴに許しを乞う。ロドリゴが告解を始めると、背後に追っ手が現れ、ロドリゴを捕らえる。実はキチジローがロドリゴを密告したのであった。

### 第2幕
第10場
「長崎の牢」：ロドリゴは長崎奉行井上筑後守の取調べを受ける。井上から、転びバテレンとしてフェレイラの名を聞いたロドリゴは取り乱す。そこへ捕われたトモギ村の信徒たちが現れる。オハルはモキチの幻影を見て、その場で息絶える。
第11場
「海辺」：村人たちが処刑されようとしている。井上はロドリゴに「お前が先に転べば皆の命が助かる」というが、ロドリゴは棄教を拒絶する。
第12場
「牢」：ロドリゴはフェレイラと再会する。フェレイラは、「日本にはキリスト教は根付かない。日本人は人間を越えた『神』という存在を考える力がない」と告げる。
第13場
「長崎の町」：処刑を前にしたロドリゴは街中を引き回される。
第14場
「独房」：独房に入れられたロドリゴは、壁に刻まれた「Laudate Eum（讃えよ、主を）」の文字を見つける。遠くから聞こえるうなり声に耐えかねてロドリゴが戸を叩くと、フェレイラが現れて、文字を刻んだのはかつての自分であること、うなり声は穴吊りされた信徒のうめき声であり、ロドリゴが転ばないかぎり助からないことを告げる。そして、「もしキリストがここにおられたならば彼らの為に転んだだろう」と言い放つ。
第15場
「白い朝」：ロドリゴの前に踏み絵が置かれる。ロドリゴは踏み絵の中のキリストに向かい「あなたは本当におられるのか」とアリアを歌う。
第16場
ロドリゴは踏み絵に足をかける。遠くから「Ora pro Nobis」の合唱が響いてきて幕が降りる。